# Shine (álbum de Luna Sea)
Shine é o sexto álbum de estúdio da banda de rock japonesa Luna Sea, lançado em 23 de julho de 1998. Foi o primeiro da banda na gravadora Universal e seu segundo álbum de estúdio número um na Oricon consecutivo, seguindo o Style de 1996. Com mais de 1 milhão de cópias vendidas, é também o mais vendido da banda e foi certificado Milhão pela Recording Industry Association of Japan (RIAJ). Shine foi nomeado "Álbum de Rock do Ano" no 13º Japan Gold Disc Awards.
Os singles do álbum são "Storm", "Shine" e "I for You".

## Visão geral
Os membros focaram em suas carreiras solo quando o Luna Sea entrou em um curto hiato de 1996 até 1998.
Algumas faixas apresentam artistas adicionais além da banda; "Another" conta com Mai Yamane cantando os vocais de apoio, Catherine Urquhart canta os vocais femininos em "No Pain" e Daisuke Kikuchi toca o piano e órgão. Uma versão diferente de "Breathe", que inclui a adição de cordas, foi usada para a edição japonesa da trilha sonora do filme Mulan, da Disney.
"Storm" foi usada como música tema de abril de 1998 para o programa de televisão de música da NHK, Pop Jam, enquanto "I for You" foi usada como música tema do drama de TV japonês Kamisama, mō Sukoshi Dake (神様、もう少しだけ). "Shine" foi usada em um comercial da Toyota no Japão.
Shine foi remasterizado e relançado pelo Universal Music Group em 5 de dezembro de 2007, vindo com um DVD com os videoclipes de "Storm", "Shine" e "I for You". Shine e outros sete álbuns de estúdio da banda foram lançados em disco de vinil pela primeira vez em 29 de maio de 2019.

## Turnê
Para promover o Shine Luna Sea embarcou na turnê Shining Brightly, que terminou com dois shows esgotados no Tokyo Dome em 23 e 24 de dezembro de 1998. A banda então fez seus primeiros shows no exterior em Taiwan, Hong Kong e Xangai em janeiro de 1999. Esta turnê internacional atraiu a atenção da imprensa, com críticas e dúvidas sobre se teria ou não sucesso, já que a base de fãs internacional da banda era desconhecida; mesmo um dia antes dos shows, o número de ingressos vendidos era desconhecido. O show em Xangai foi particularmente notável porque sua música não foi licenciada para lançamento na China continental.

## Recepção
| Críticas profissionais | Críticas profissionais |
| Avaliações da crítica  | Avaliações da crítica  |
| Fonte                  | Avaliação              |
| ---------------------- | ---------------------- |
| AllMusic               | 4 de 5 estrelas.       |

Com mais de 1 milhão de cópias vendidas, Shine é o álbum de estúdio mais vendido do Luna Sea e foi certificado Milhão pela RIAJ. Foi seu segundo álbum de estúdio consecutivo a alcançar o número um na Oricon Albums Chart (terceiro número um no geral, incluindo a compilação Singles de 1997) e manteve-se nas paradas por 13 semanas. Shine também foi nomeado "Álbum de Rock do Ano" no 13º Japan Gold Disc Awards. O relançamento de 2007 alcançou a posição 236 na parada da Oricon.
Alexey Eremenko, do AllMusic, classificou o álbum como um dos melhores da banda, junto com Mother de 1994, e se referiu a ele como "hard rock sem machismo, sentimentalismo sem sapidez e melodia sem a atitude unidimensional da música pop". As canções variam de "números velozes a baladas poderosas e marchas midtempo", mas todas são igualmente convincentes. Encerrou sua crítica com "Shine tem a vibração inconfundível de uma banda no controle de seu som, e é uma breve maravilha que o Luna Sea teve um impacto em literalmente centenas de bandas que seguiram em seu rastro na próxima década."

## Legado
"Storm" ganhou um cover de Nami Tamaki, "I for You" foi tocada por Juichi Morishige e "Shine" foi tocada por Marty Friedman, Legend e Shinichiro Suzuki para o álbum de tributo de 2007 Luna Sea Memorial Cover -Re: birth-.
Inzargi, vocalista do Megamasso, também fez um cover de "I for You" para seu álbum de covers de 2012.
"Shine" foi tocada por Lolita23q na compilação Crush! -90 V-Rock Best Hit Cover Songs- e Amber Girls reproduziu "Shine" na compilação Crush! 2 -90's V-Rock Best Hit Cover Songs-, que apresentam bandas atuais fazendo covers de bandas visual kei que foram importantes para a cena dos anos 90.

## Faixas
| N.º            | Título          | Duração |  |
| 1.             | "Time Has Come" | 6:34    |  |
| 2.             | "Storm"         | 5:05    |  |
| 3.             | "No Pain"       | 6:15    |  |
| 4.             | "Shine"         | 4:43    |  |
| 5.             | "I for You"     | 5:30    |  |
| 6.             | "Unlikelihood"  | 5:17    |  |
| 7.             | "Another"       | 7:36    |  |
| 8.             | "Millennium"    | 4:45    |  |
| 9.             | "Broken"        | 5:11    |  |
| 10.            | "Velvet"        | 4:27    |  |
| 11.            | "Love Me"       | 3:50    |  |
| 12.            | "Breathe"       | 5:52    |  |
| 13.            | "Up to You"     | 4:55    |  |
| Duração total: | Duração total:  | 69:58   |  |

## Ficha técnica
Luna Sea
- Ryuichi - vocal principal
- Sugizo - guitarra solo, violino
- Inoran - guitarra rítmica
- J - baixo
- Shinya (真矢) - bateria
- Produzido e arranjado por Luna Sea

Produção
- Hitoshi Hiruma - gravação e mixação
- Hiroyuki Iwata - supervisão
- Masatoshi Sakanoue, Hajime Imamura, Kyoji Kato - produtores executivos
- Ken Sakaguchi - direção de arte
- Daisuke Kikuchi - programação de sintetizador, edições digitais, órgão Hammond, piano acústico
- Coro infantil de Morinoki - coro infantil
- Mai Yamane - coro feminino
- Michiko Takahashi - treinadora de voz
- Yoshiko Suzuki, Eri Ishiyama, Hama - cabelo e maquiagem
- Catherine Urquhart - voz feminina e tradução para o inglês de "No Pain"
- Kazutaka "Master" Minemori - técnico de guitarra e baixo
- Tomoko Itoki - tradução para o inglês para "Unlikelihood" e "Another"
- Masaki Aoyagi - design gráfico
- Tatsuo Sato - coordenador de design
- Keiichi Hayakawa - promotor artístico
- Mikako O-Hara - estilista
- Nicci Keller - fotografia